# Maxillaria caucae
Maxillaria caucae là một loài thực vật có hoa trong họ Lan. Loài này được Garay mô tả khoa học đầu tiên năm 1967.